# 中国中央电视台台标
中国中央电视台台标介绍中国中央电视台的台标在电视广播中的应用和变迁。
中国中央电视台1979年至2001年使用的旧台标呈蝴蝶形，并包含“TV”两个字母，启用于1979年，由原央视新闻部美工组职工张德生设计，通稱“蝴蝶标”。蝴蝶标形似人造卫星运转轨迹、原子核、电视发射塔上的蝴蝶天线，是“CCTV”四个字母的变形体，颜色采用彩色电视的三原色（即红、绿、蓝）。1998年，央视不再使用蝴蝶标；不过在之后相当长的一段时间内，在央视记者麦克风、以及中國國際電視總公司（及其子公司）發行或代理進口之影片版權宣告畫面（採用最早期金色蝴蝶標）上仍可以看到蝴蝶标。
目前中国中央电视台使用的双线CCTV台标，启用于1998年，由日本设计师铃木智己设计。其中第二个“C”为红色，寓意“中国”、“中央”的含义。最初的边缘为方角，2001年7月9日将边缘美化成圆角并适当拉宽。实际使用时为灰色半透明台标。当前，中国中央电视台使用的台标仍以带频道名称的双线台标为主。

## 台标变迁

### 文字台标时期
1958年9月2日，中国中央电视台前身“北京电视台”没有频道标识，仅在节目片尾出现中共中央主席毛泽东手书的“北京电视台”字样。1978年5月1日，更名后的“中央电视台”字样由中共中央主席、国务院总理华国锋题写，并且在电视片尾上出现。1981年，“中央电视台”字样改为宋体美术字。
1978年5月1日，更名后的央视采用“蝴蝶标”作为台标，但并未悬挂在屏幕中。1983年，央视主频的北京地区播出信号开始使用白色“蝴蝶标”+“中央电视台”台标，置于屏幕左下角；1984年改为“蝴蝶标”+“中央电视台-1”，仅在整半点报时期间及节目开始时出现。通过微波及卫星向全国转播的信号无台标。
在1980至90年代之际，央视主频承担省级和市级电视台的公共频道职能：当地方台自办节目开播期间，会利用无线信号和有线信号所转播的央视主频信号插播当地电视台节目，自办节目结束后继续转播央视主频。
1985年，央视主频全国播出信号与北京地区信号统一使用文字式的“中央电视台”，出现在电视画面的左下角，仅在整半点报时及节目开始时出现；此阶段台标有黑色描边。当时只在北京及周边地区播出的第二套节目、第三套节目也改为类似的“中央电视台-X”（X表示频道序号，如“中央电视台-2”）台标。

1987年2月1日—1991年7月7日中央电视台一套在电视屏幕中使用的台标

1987年2月1日，由于央視第二套節目上星播出，第一套節目改用文字式的“中央电视台-1”，出现在电视画面的左下角，仅在整半点报时及节目开始时出现。起初台标字体仍为黑色描边，后央视迁入彩电中心后进行一定微调。
1991年10月1日，中央电视台一套使用字幕台标“CCTV”，悬挂在屏幕左上角。其他频道的“中央电视台-X”字幕台标也悬挂在屏幕左上角，开始全天候出现。中央电视台一套节目因启用新版蝴蝶台标，该版本的台标仅用了两个月就停用。

### 蝴蝶台标时期

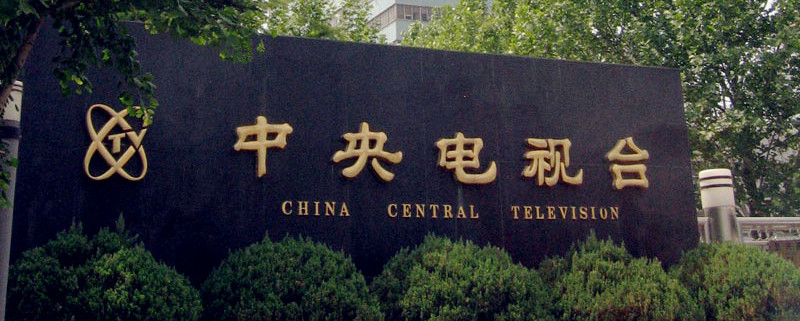
中央电视台彩色电视中心（现总台复兴路办公区）正门的蝴蝶标。

1991年12月1日起，以三原色为基础的蝴蝶标开始出现于一套节目，并在电视屏幕左下角重现，不过仍然是只在整点和半点或广告和节目开始时出现；其他频道继续使用“中央电视台－X”的字幕台标。
自1992年巴塞罗那奥运会起，为了能让观众认清所观看的频道序号，央视开始尝试全天悬挂台标。开幕式当天一套的蝴蝶标还是在左下角，但改为了全天悬挂。一套于赛事播出期间曾短暂出现几天CCTV-1字样的文字台标悬挂在左上角，但最终该版本并未被采用，后确定保留原台标并移动至左上角；其他频道文字台标（二套与三套）也开始逐渐尝试于左上角全天悬挂显示。同年10月1日起，因国际频道上星，全部频道统一使用蝴蝶标。左上角长期悬挂台标的标准后来也渐渐应用到了中国所有的电视频道。蝴蝶标曾在1992-1997年多次进行微调。
1998年5月27日，CCTV大富在日本落地，台标“单线CCTV+蝴蝶大富”至2011年1月1日凌晨停用，宣传标志为“蝴蝶大富”和文字“大富电视台”字样。

### 旧单线台标（屏显）、方角双线台标（宣传）时期
1998年6月1日早晨，央视开始使用透明“CCTV”字形，但仅限于电视频道画面上。蝴蝶标自此只在央视各种宣传品上使用，同时央视电视宣传片开始启用方角双线CCTV台标。2000年悉尼奥运会期间，体育频道改为奥运频道，台标使用透明“CCTV+奥运五环”。

### 圆角双线台标时期

2002年启用的中央电视台西部频道双线台标，这一版本台标不带频道名称。

2001年7月9日起，随着央视科教频道和戏曲频道的开播，央视正式使用现在的圆角双线CCTV台标。最初启用时质感不透明很难辨识出各频道序号，后在2001年8月17日起做出微调，将CCTV双线字体高亮化，勺标则透明化，中间的序号也改为了高亮，不过序号的字体仍然使用KabelC，至此空心勺标仅在宣传片中出现。CCTV-12之后开播的频道，均未使用本版标识，而是用勺标放大版，中间直接冠以黑体字体的频道名称，如“CCTV-新闻”、“CCTV-少儿”、“CCTV-音乐”、“CCTV-E&F”以及“CCTV-高清”、“CCTV-娱乐”、“CCTV-戏曲”。
2004年，央视开播付费频道，付费频道采用“CCTV+圆弧+频道名称”的方式。同年雅典奥运会期间，体育频道改为奥运频道，在其下方加上了奥运五环标志，是央视各频道中第一个采用“英文+数字+图案”形式的频道。
2008年1月1日至2008年8月24日期间，为迎接北京奧運會的到来，央视体育频道再度更名奥运频道，但和2004年雅典奥运会不同的是，奥运频道的台标改为“CCTV+奥运五环”并在每年的夏冬奥运会期间使用，直至奥林匹克频道开播后未再使用。同时为了和奥运会公共信号兼容显示，勺標移動到屏幕右上角。这得益于2008年北京奥运会赛事第二天观众的电话投诉得以解决。
2009年7月25日，中央电视台阿拉伯语国际频道正式开播。台标起初为CCTV-A标志，后改为CCTV加勺型加阿拉伯语的阿拉伯语单词“CCTV-”，为该台最早以外语单词为LOGO文字的两个外语频道之一，另一个为中国中央电视台俄语国际频道“CCTV-”。
2009年9月21日凌晨，央视财经频道台标微调，在勺标下面加设微软雅黑字体的“财经频道”四个简体汉字，是央视各频道中第一个采用“英文+数字+汉字”形式的频道。
2018年9月26日，CCTV-频道开播，首日使用了旧版“双线CCTV”+勺型标的台标。

2011年启用的中央电视台综合频道双线台标，这一版本台标带有频道名称。

2011年1月1日，央视各频道台标下方加注中文频道名称，如“CCTV-1 综合”，序号字体改为Futura-Bold，中文字体为汉仪综艺。娱乐频道、海外戏曲频道、高清综合频道（电视画面）的台标也进行了微调，将勺内频道名称字体改为汉仪综艺（而在央视网上的高清频道台标则是CCTV-22 高清）。中视购物频道不再使用付费频道的圆弧标识，付费频道的台标也做出修改，将频道名称的字体统一改为汉仪综艺字体。日本的CCTV大富频道台标也由“单线CCTV+蝴蝶大富”标志改为双线勺子台标，并在下面标注（主要是遮盖央视台标，目前一些央视节目在日本播出是录制央视的画面，有时台标容易被认出如“CCTV-1综合”，但如央视春晚等节目是使用央视的公共信号，无央视台标）
2011年11月23日，东京时间18点起，于东京时间18:00-24:00（北京时间每天17:00-23:00），CCTV大富频道尝试该频道直播节目的主声道和副声道分别使用日语同声传译和汉语原音广播播放，其他节目则以汉语原音广播并提供中文和日文字幕，在此期间，台标下方注记由变为“（即中日双语试播）”，其他时段则变回。
2012年1月1日-2018年7月30日期间，央视开播3D试验频道，使用独立的大字“3D”+小字“试验频道”标志，字体仍是汉仪综艺。
2012年1月23日起，CCTV大富频道正式全天双语化播出，台标下方注记由变为“（即中日双语播出）”。
2013年8月25日，原高清综合频道置换为体育赛事频道，台标内的中文频道名称字体与1套至15套的台标一致，但序号内的“5+”则是Arial Black字体。
2015年4月1日，央视中文国际频道、体育频道和外语频道台标横向压缩，使其适应16:9格式。
2015年5月1日、5月8日起，央视财经频道、电影频道台标横向压缩为16:9形式。2015年8月17日起，央视大部分公共频道的台标均调整为16:9格式。8月31日起，央视音乐频道台标调整为16:9格式。
2017年2月起，央视设立面向全国各地广电网络有线电视互动平台的“CCTV央视专区”，其点播的央视节目带则是成片节目左上角加上CCTV双线台标，质感同CCTV奥运频道。从2017年7月起面向全国上星综合频道和地面频道播出的中宣部系政论纪录专题片起（如《法治中国》、《大国外交》、《强军》、《辉煌中国》、《我们一起走过》、《我们走在大路上》、《同心战“疫”》、《敢教日月换新天》等），大多地方电视台播出的片源是央视提供的成片节目，左上角的“CCTV-1 综合”质感与电视版有明显差距。
2018年9月，央视超高清频道试播，在上星测试期间的9月26日当天使用使用双线“CCTV”+勺型标标志，勺标内为综艺体“超高清”字样，悬挂于屏幕左上角，9月27日之后则改用使用双线“CCTV”+勺型标标志，勺标内为“4K”字样，并在此标志下方加挂综艺体的“超高清”。
2019年8月1日起，中国中央电视台农业农村频道、中国中央电视台国防军事频道开播后，两频道台标沿用本版台标，但透明度比其他频道的高，后于9月2日做出调整。
2021年10月25日起，中國中央電視台奧林匹克頻道开播后，其台標亦使用了與央視其他頻道相同的第二代双线台标，勺型標內為「16」字樣，標誌下方加掛綜藝體「奧林匹克」字樣以及奥林匹克五环。唯勺型標內的「16」字樣不同以往皆使用Futura字體，而以Futura字體的「1」與黑體的「6」混用。

#### 新单线台标

2015年启用的中央电视台新单线台标，这一版本台标目前仅出现于宣传片和频道包装中，近年亦开始在央视记者话筒上出现。此标志于2019年10月起仅在重大特别节目、品牌与公益广告中启用

2016年启用的中国环球电视网台标，这一版本台标在电视画面中以半透明显示。

2015年1月6日起，新闻频道在凌晨时段出现新版台标宣传片，同时在新闻频道凌晨时段节目的滚动条、片尾和宣传片出现单线CCTV标识，该台标只是央视的内部宣传标志，并非正式启用台标；2016年1月1日，中央电视台中文国际频道正式启用新版台标宣传片以及角标；2017年8月27日，天津全运会开幕当日，中央电视台体育频道、体育赛事频道在全运会赛事期间的赛事片头（包括《体育新闻》等栏目）出现单线CCTV标识。在此之前，除新闻频道外，央视其它所有频道的宣传片（如节目预告以及公益广告等）已经全部采用单线CCTV标志。近年，单线CCTV标志亦开始在央视记者话筒上出现。
但2019年10月中央广播电视总台各频道相继改版后，原先使用带新版红点台标包装的频道（如CCTV-4、CCTV-5）以及CCTV-13的结尾版权标重新恢复使用双线CCTV。但是，目前重大特别节目、品牌与公益广告、央视官网（页面存档备份，存于）等处依旧使用新版台标作为宣传标志。
2016年12月31日，因应中国环球电视网正式上线，“CCTV-NEWS”、“CCTV-”、“CCTV-”以及“CCTV-9 Documentary”的台标分别改为新单线台标的“CGTN”、“CGTN ”、“CGTN ”以及“CGTN Documentary”，其中CGTN标识字体同CCTV新单线台标一致。CGTN所有频道的高清信号右上角亦没有任何标记，只是左上角的CGTN台标偏小且完全适应16:9格式；反而标清信号的左上角台标偏大拉伸，和高清信号的台标位置尺度有点偏差。

### 节目片尾版权告示
自1958年北京电视台开台起便于节目片尾显示“北京电视台”手书字样。在1978年北京电视台更名为中央电视台后，不管是播放引进的节目还是自制节目均在片尾显示“中央电视台”文字标识。部分节目会视乎性质在片尾文字标识基础上加“译制”等副标题。在80-90年代的新闻联播中，央视会在节目结尾制作人员名单走完后显示“中央电视台”+下方日期标识的组合。而2000年后的央视新闻联播改为只显示“中央电视台”文字标识，直至2011年新闻联播改版为止。2011年新闻联播改版后则改为显示新闻联播角标+“中央电视台”+网址的字卡组合。2020年7月18日起，随着新闻联播制播高清化，其结尾的版权标识亦有所微调。具体为在2011版标识基础上，在“中央电视台”前加上“中国”二字。故微调后的版权标识为新闻联播角标+“中国中央电视台”+网址的字卡组合。
在其他常态化节目方面央视标准不一。自90年代起，每当电视剧结尾时央视会播出蓝色地球底+“中央电视台”的画面以宣告版权。该版权画面时至今日仍在央视各频道中出现。当播出CCTV-10和CCTV-17等类型化频道制作的节目时，节目结尾则显示该类型化频道的logo标志。如CCTV-17的自制节目完结后，会显示该频道的“稻穗”logo+CCTV-17台标的标志组合。CCTV-13的常规新闻节目结尾后会显示CCTV+“中央电视台新闻频道”+圆弧地球+网址的标志组合。但是亦有部分类型化频道制播的节目结尾显示“中央电视台”文字标或者该文字标和频道logo识别先后同时出现的情况。

大型节目方面，央视则较为统一。随着2018年中央廣播電視總台成立，央视制播的各大型节目（如一年一度的春节联欢晚会，和阅兵直播）的片尾均显示“中央广播电视总台”八字文字标识作结。在总台成立初期，版权标识的显示格式为仅“中央广播电视总台”八字标识或者“中央广播电视总台”+“CCTV CNR CRI CGTN”的上下组合。但现时多数只显示“中央广播电视总台”八字作结。央视亦另有规定地方电视台转播其制播的大型节目时必须完整转播至“中央广播电视总台”八字标识出现方可切走转播信号，同时转播的电视台不能有任何标识（包括台标在内）遮挡央视该频道的台标。